# Kozłowo (Litwa)
Kozłowo (lit. Kazlavas) – wieś na Litwie, na Suwalszczyźnie, w rejonie kalwaryjskim w okręgu mariampolskim, w pobliżu granicy polsko-litewskiej.
Za Królestwa Polskiego przynależała administracyjnie do gminy Lubów w powiecie kalwaryjskim.